# Avenida Centenario (Armenia)
La Avenida Centenario o Carrera 6 es una vía arteria de la ciudad de Armenia, Colombia, que en sentido centro-nororiente recorre 7,2 kilómetros. Ayuda a regular gran parte del tráfico que entra o sale de Armenia por el oriente, haciéndolo uno de los trazados viales más relevantes dentro del área metropolitana. Vía construida por la nación con motivo del centenario de la ciudad de Armenia.

## Trazado
Esta vía inicia en la calle 20, en el centro de Armenia; y termina en jurisdicción del municipio de Salento en la variante Chagualá. Permite el paso de vehículos que vienen desde Bogotá hacia el norte del país sin ingresar al centro de la ciudad, y al estar en paralelo con la Avenida Bolívar y la Avenida Ancízar López, ayuda a regular el tráfico en los sectores del centro. Con 7,2 kilómetros de longitud es la avenida más larga de la ciudad y una de las más largas en su área metropolitana.

## Sitios relevantes en la vía
- Sena - Centro para el Desarrollo Tecnológico de la Construcción y la Industria (CDTCI).[1]
- Sena - Centro Agroindustrial.[2]
- Colegio Gimnasio Los Robles.
- Zonata Centro Médico
- Batallón de Apoyo y Servicios para el Combate 8 - Cacique Calarcá.[3]
- Parque de la Vida (acceso posterior).
- Departamento de Policía Quindío.
- Centro Comercial Plaza Flora.
- Homecenter.[4]
- Centenario Mall.[5]